# 青葉区 (仙台市)
青葉区（あおばく）は、仙台市を構成する5行政区のうちのひとつ。宮城県庁及び仙台市役所、政府の各出先機関の所在地。
合併前の旧仙台市の北部・中央部（約23万人が居住。面積比率14%）と旧宮城郡宮城町（約7万人が居住。面積比率86%）からなる。
昼間人口は41万2812人であり、夜間人口の31万0183人に対して10万2629人の増加、昼夜比1.33倍となる（2015年国勢調査）。
区の南東部は江戸時代から仙台の中心である。
日本の行政区の中で4番目に多い人口を擁する。

## 地理
区の西部にある奥羽山脈より東流する広瀬川とその支流の流域に従って、東西に細長い形の区となっている。区内の奥羽山脈は、船形山と蔵王連峰の間であまり高い峰々がなく、西からの雪雲が入り易いため、区の西部の旧宮城町は豪雪地帯に指定されている。しかし、その低さ故、関山峠（国道48号）で山形県村山地方に通じている。
区西部の旧宮城町は、愛子盆地を中心とした地域で、青葉山によって区東部と地形的には分断されている。青葉山の北部は住宅地、東部には仙台城や東北大学川内キャンパス・青葉山キャンパスがある。広瀬川より東側は、仙台市役所、宮城県庁、仙台駅、東北大学片平キャンパスなど、市の主要施設が集中する仙台市都心部である。区の東端は仙台駅と東北新幹線・東北本線で区切られる。なお、青葉山によって分断されている区の東西を結ぶ主要交通路は、国道48号（仙台西道路・愛子バイパス）やJR仙山線が担っている。

### 山岳
- 船形山（1500.2）
- 後白髪山（1422.5）
- 三峰山（1417.6）
- 蛇ヶ岳（1400）
- 北泉ヶ岳（1253.1）

- 鎌倉山（520.0）
- 蛇台蕃山（366）
- 蕃山（356）
- 権現森（314.1）
- 青葉山（144）

### 河川
- 広瀬川
- 新川川
- 青下川
- 大倉川
- 芋沢川
- 斉勝川（山鳥川）

- 竜ノ口沢
- 萱場川
- 仙台川
- 梅田川
- 白沢川

### 湖沼
- 大倉湖（大倉ダム）
- 月山池
- サイカチ沼
- 三共堤

- 真美沢堤
- 五色沼
- 長沼

## 沿革

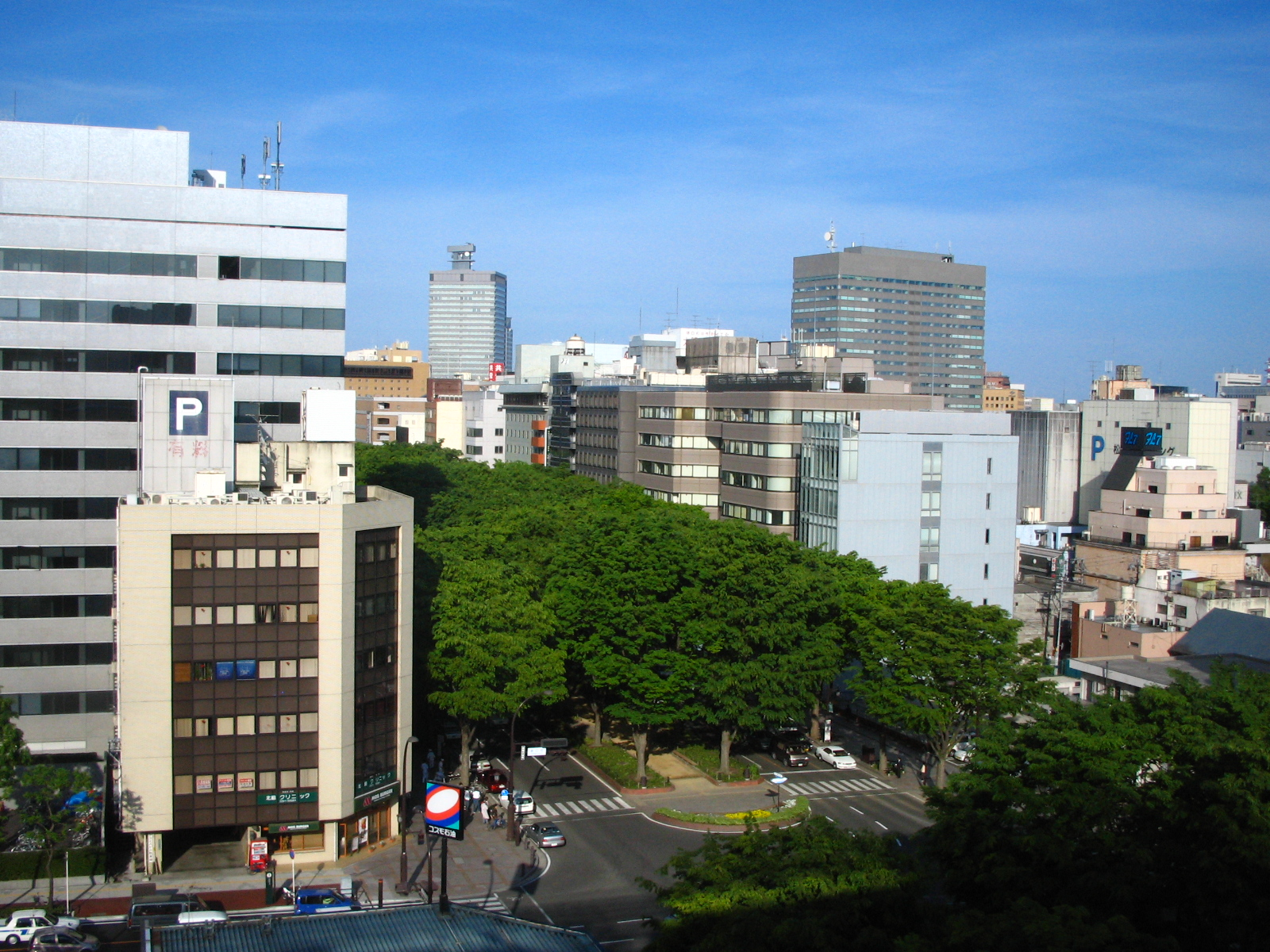
せんだいメディアテークからの風景

青葉区は、1987年（昭和62年）に仙台市と合併した旧宮城町（3万2108人）とそれに接する旧仙台市北西部で構成され、1989年（平成元年）4月1日に仙台市が政令指定都市に移行した際に24万5881人を擁して設置された（人口は政令市移行日の住民基本台帳人口）。青葉区役所は、仙台市消防局北消防署（現・青葉消防署）の跡地に建設され、区の全体を管轄しているが、旧宮城町役場の土地・建物を受け継いだ青葉区役所宮城総合支所が旧宮城町を管轄している。
区名は区内にある仙台城の雅称の「青葉城」や「青葉山」に由来する。また、伊達政宗を祀る同区青葉町の青葉神社や仙台・青葉まつりなど、「青葉」という言葉は「仙台」を表す記号でもある。青葉区は区名公募の1位であり、2位は中央区、3位は広瀬区であった。公募を受けて選定した仙台市区名選定委員会は、方位は地名としてとらず、広瀬は将来の分区の際の有力候補として残すべきだという理由を添えて、青葉区を推した。

### 宮城地区（旧宮城町）分区問題

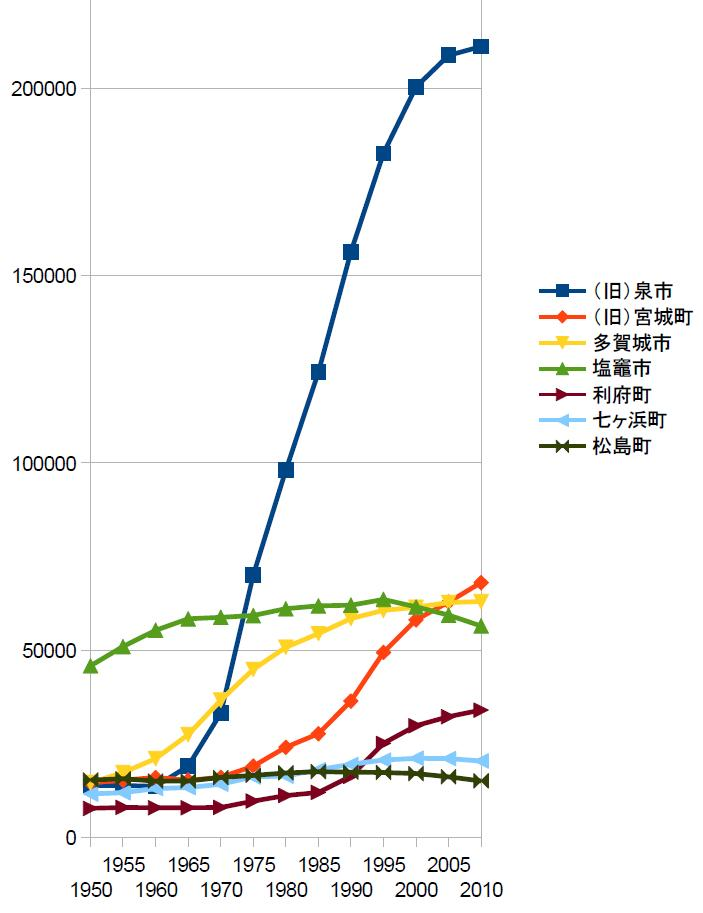
仙台市以外の仙塩地区の自治体の国勢調査人口の変遷。

愛子盆地を中心とする青葉区の旧宮城町地域は、青葉区の面積の86パーセントを占め、合併直前の1987年（昭和62年）10月末における住民基本台帳人口は2万9093人だった。
1986年（昭和61年）3月、仙台市行政区画審議会は「1行政区当たり、おおむね10万人ないし20万人の範囲で設定するのが適当」と答申した。このため、旧宮城町地域は単独区になれず、旧仙台市北西部と共に青葉区を構成することになったが、一方で「旧町内の人口が単独市制人口要件の5万人に達したら分区する」という合併時の取り決めも存在した。もし分区されるのであれば、区の名称は「広瀬区」が有力と言われている。
1996年（平成8年）に旧町内の住民基本台帳人口が5万人を突破した ため、取り決めに従って市は1998年（平成10年）11月に行政区画審議会に諮問し、分区するかどうか話し合われたが、2000年（平成12年）秋の審議会で「区の人口が30万人を超えた時点で再検討すべき」として分区見送りが決定した。審議会からは2001年（平成13年）2月5日に市に答申され、市も同年3月27日に分区を見送った。
2012年（平成24年）8月1日の推計人口で旧宮城町は70,010人となって7万人を突破、同年12月1日の推計人口で青葉区は300,154人となり、30万人を突破した。2014年（平成26年）6月10日の市長記者会見において奥山恵美子仙台市長（当時）は、青葉区の人口増加が東北地方太平洋沖地震（東日本大震災）の影響によるものなのか長期的な傾向なのかを見極めてから分区議論を進める旨を発言した。この頃、市幹部が宮城総合支所管内の町内会長連絡会に、非公式ながら「旧町内の人口が10万人を超えたら分区を検討する」という新基準が伝えられた。分区の基準はこれで3度目の変更となり、「ムービング・ゴールポスト」の状態になっている。
| 基準が示された時期 | 基準が示された時期   | 旧宮城町内の人口 | 青葉区の人口   |
| ------------------ | -------------------- | ---------------- | -------------- |
| 1987年頃           | 仙台市・宮城町合併時 | 05万人（公式）   | －             |
| 2000年度           | 旧宮城町5万人突破後  | －               | 30万人（公式） |
| 2010年代半ば       | 青葉区30万人突破後   | 10万人（非公式） | －             |

2015年（平成27年）10月1日の国勢調査によれば、旧宮城町の人口は72,254人（折立地区 の住民基本台帳人口4,774人 を含んでいない値）で、宮城県内の自治体の中で名取市（7.7万人）に次ぐ6番目に相当し、その他の仙台都市圏内の自治体の多賀城市（6.2万人）、塩竈市（5.4万人）、富谷町（当時）（5.2万人）、岩沼市（4.5万人）、利府町（3.6万人）などより多かった。旧宮城町は合併時から倍加して今なお増加傾向を示し、青葉区発足時の人口24.6万人からの純増分の多くを占めている。

#### 分区の問題点
青葉区を旧仙台市部分（青葉区）と旧宮城町部分（新設区）とに単純に線引きしてしまうと、南吉成（吉成土地区画整理事業。1985年（昭和60年） - 1991年（平成3年））などの青葉区成立後に住民が増加した、旧宮城町に帰属意識がない地区の反対が考えられたり、折立地区が青葉区の飛び地になってしまったり、新設区の地価が下落したりする等の問題がある。
折立地区は、地形的には愛子盆地の一部であるが、蕃山によって分けられる生出盆地と愛子盆地を結ぶ交通路にあり、江戸時代には伊達家家臣の茂庭氏の知行域であった。その知行域を受け継いだ旧名取郡生出村 は、折立地区とともに1956年（昭和31年）4月1日に仙台市に編入合併された。結果的に折立地区は、愛子盆地のその他ほとんどを町域としていた旧宮城町地区に、現太白区から突き出た形となった。政令市化の際に折立地区は、旧市町の境界を尊重して太白区に入るよりも、愛子盆地を構成する一地区として旧宮城町と共に青葉区に入ることを選択した。このような経緯のため、旧宮城町地区が分区した際は、太白区と新設区の間に挟まれた青葉区の飛び地になる可能性がある。なお、折立地区は仙台宮城IC・国道48号（仙台西道路・愛子バイパス）、仙台北環状線・仙台村田線など、仙台西部の主要幹線が集まる交通の要衝である。
旧宮城町地区（愛子盆地）の中心は、広瀬地区のJR仙山線・愛子駅から陸前落合駅辺り（広瀬地区、または愛子地区と呼ばれる）となっており、市が1999年（平成11年）7月に策定した「アクセス30分構想」を基にしたオムニバスタウン事業により、それぞれ駅前開発も進んでいる。仙山線と並走して愛子盆地を東西に貫く国道48号・愛子バイパス沿いでも、栗生（1982年（昭和57年） - 1991年（平成3年））、および、栗生西部（1997年（平成9年） - 2008年（平成20年））にて土地区画整理事業が行われ、都市化が進んでいる。大沢地区の方は、平地は農地が主で、丘陵地は住宅地となっている。また、旧仙台市との境界部分（七北田丘陵）を弧状に走る仙台北環状線沿いの南吉成地区にも、ロードサイドショップを中心とした商業や人口の集積がある。折立地区では、折立小学校・中学校が合併後に旧宮城町の郷六地区からの生徒を受け入れており（旧宮城町時代に郷六地区は広瀬小学校・中学校の学区だった）、さらに落合・栗生地区が広瀬中学校と折立中学校との選択学区で地理的に近い折立中学校へ通学している生徒も少なくなく、愛子盆地内の一体化も進んでいる。
このように、折立地区が青葉区の飛び地にならず一体的に新設区に移行できる土壌が醸成されつつあるが、郵便の集配拠点は落合や郷六地区は愛子郵便局管轄で、折立・西花苑地区は新仙台郵便局直轄となっており、昔の名残が残っている（かつて折立・西花苑地区は仙台生出郵便局が集配局であったが、宮城県の地域区分局の変更と太白区の集配局をすべて集約、一本化したことにより、現在の形に変更されている）。また、旧宮城町域は宮城総合支所が管轄しており、市政便りにも毎月注釈が書かれている。

#### 愛子副都心構想
「愛子副都心」構想とは、1987年（昭和62年）の宮城町と仙台市との合併建設計画、および、1990年度（平成2年度）発表の「仙台市総合計画2000」に記載されていた副都心建設計画である。旧宮城町役場（現・宮城総合支所）があるJR愛子駅周辺の再開発と都市機能集積、および、仙台市営モノレール南西線計画を謳っており、旧泉市（現泉区）に対する泉中央副都心整備計画と同様、合併の際のバーターであった。現在、当該地域の整備計画は「西部地区の拠点整備」という言葉に置き換わっており、副都心としての指定は曖昧化されている。
なお、2002年（平成14年）7月22日に愛子駅周辺は住居表示が実施され「愛子中央」になった。また、都市化に不可欠な下水道は、旧宮城町域における整備率が政令市移行時の2.4%から現在92.5%にまで改善されている。

## 人口
- 1990年　259,998
- 1995年　270,515
- 2000年　277,743
- 2005年　281,218
- 2010年　291,436
- 2015年　310,183

## 産業
ここでは、青葉区中心部の産業について述べる。多くのビル群には中央企業の仙台・東北支店が入居し、支店経済都市と呼ばれる所以となっている。仙台駅前から西方向へは中央通・一番町のアーケード街が形成されている。1990年代末期以降では交通事情の改善から商圏は広がっており、県内はもとより、山形や福島からの客も訪れる。
飲食産業
国分町及び周辺は歓楽街となっており、飲食店やバー、クラブ等が軒を連ねる。景気の良い時代には「不夜城」と呼ばれていた。国分町のメインの通りを外れると庶民的な飲食店や飲み屋が並ぶ。

## 郵便
郵便局
- 仙台中央郵便局（集配局・ゆうゆう窓口設置局）
- 仙台北郵便局（集配局・ゆうゆう窓口設置局）
- 愛子郵便局（集配局）
- 大沢郵便局（集配局）
- 仙台中郵便局（ゆうちょ銀行仙台貯金事務センター本館に併設、ゆうちょ銀行仙台支店内に併設・私書箱設置局）
- 仙台東二番丁郵便局 （日本郵政グループ仙台ビルに併設、日本郵政東北施設センター・日本郵便東北支社・ゆうちょ銀行東北エリア本部/宮城パートナーセンター・かんぽ生命保険仙台支店とともに入居）
- 仙台錦ケ丘郵便局（LANDRY PLATZ内に併設）

- 北仙台駅前郵便局
- 熊ヶ根郵便局
- 仙台旭ケ丘郵便局
- 仙台荒巻郵便局
- 仙台一番町郵便局
- 仙台駅内郵便局
- 仙台大町郵便局
- 仙台貝ケ森郵便局
- 仙台花京院通郵便局

- 仙台柏木郵便局
- 仙台上杉四郵便局
- 仙台上杉六郵便局
- 仙台川内郵便局
- 仙台川平郵便局
- 仙台北山郵便局
- 仙台木町通郵便局
- 仙台栗生郵便局
- 仙台小松島郵便局

- 仙台米ケ袋郵便局
- 仙台合同庁舎内郵便局
- 仙台桜ケ丘郵便局
- 仙台子平町郵便局
- 仙台立町郵便局
- 仙台台原郵便局
- 仙台中央三郵便局
- 仙台中江郵便局
- 仙台中山郵便局

- 仙台八幡町郵便局
- 仙台東勝山郵便局
- 仙台広瀬通郵便局
- 仙台本沢郵便局
- 仙台宮町郵便局
- 仙台吉成郵便局
- 東北大学病院内郵便局
- 宮城県庁内郵便局

簡易郵便局
- 折立団地簡易郵便局

- 大倉簡易郵便局

- みやぎ台簡易郵便局

## 地域
| - 青葉町 - 青葉山 - 赤坂 - あけぼの町 - 旭ケ丘 - 愛子中央 - 愛子東 - 荒巻 - 荒巻神明町 - 荒巻中央 - 荒巻本沢 - 一番町 - 五橋 ※ - 芋沢 - 梅田町 - 大倉 - 大手町 - 大町 - 霊屋下 - 小田原 ※ - 落合 - 折立 - 貝ケ森 - 花京院 - 柏木 - 春日町 - 片平 - 花壇 | - 上愛子 - 上杉 - 川内 - 川内追廻 - 川内亀岡北裏丁 - 川内亀岡町 - 川内川前丁 - 川内三十人町 - 川内大工町 - 川内中ノ瀬町 - 川内明神横丁 - 川内元支倉 - 川内山屋敷 - 川内澱橋通 - 川平 - 菊田町 - 北根 - 北根黒松 - 北目町 - 北山 - 木町 - 木町通 - 国見 - 国見ケ丘 - 熊ケ根 - 栗生 - 国分町 | - 小松島 - 小松島新堤 - 米ケ袋 - 郷六 - 作並 - 桜ケ丘 - 桜ヶ岡公園 - 三条町 - 子平町 - 下愛子 - 昭和町 - 西花苑 - 星陵町 - 台原 - 台原森林公園 - 高野原 - 高松 - 滝道 - 立町 - 中央 - 土樋 ※ - 堤通雨宮町 - 堤町 - 角五郎 - 東照宮 - 通町 - 中江 | - 中山 - 中山台 - 中山台西 - 中山吉成 - 新坂町 - 西勝山 - 錦ケ丘 - 錦町 - ニッカ - 新川 - 支倉町 - 八幡 - 葉山町 - 広瀬町 - 福沢町 - 藤松 - 双葉ヶ丘 - 二日町 - 本町 - 水の森 - 南吉成 - みやぎ台 - 宮町 - 向田 - 茂庭 - 山手町 - 吉成 - 吉成台 |

※五橋は一・二丁目（三丁目は若林区）  ※小田原は四～八丁目（一～三丁目は宮城野区）  ※土樋は一丁目（「11番を除く」。一丁目11番と土樋○番地は若林区。二丁目以降はない）　※茂庭は太白区とまたがって所在 ※ニッカはニッカウヰスキー宮城峡蒸留所のある地名。蒸留所建設にあたり命名している。

## 主な医療機関
- 東北大学病院
- 宮城県立こども病院
- 東北労災病院
- 東北福祉大学せんだんホスピタル
- 仙台厚生病院
- 東北公済病院
- イムス明理会仙台総合病院
- JR仙台病院
- 広瀬病院

## 教育
上杉山通小学校・上杉山中学校、広瀬小学校・広瀬中学校は、文部科学省が推進する「学力向上フロンティア」指定校（フロンティアスクール）である。また、それぞれの小・中学校間で連携をとっている。

### 幼稚園
| - 東二番丁幼稚園 - 愛児幼稚園 - 愛隣幼稚園 - 旭ヶ丘幼稚園 - あそか幼稚園 - 大沢幼稚園 - 愛子幼稚園 - あらまき幼稚園 - 泉ケ丘幼稚園 - おたまや幼稚園 - 音の光幼稚園 | - お人形社幼稚園 - 折立幼稚園 - 福聚幼稚園 - 国見幼稚園 - 聖愛幼稚園 - 聖クリストファ幼稚園 - 聖ドミニコ学院北仙台幼稚園 - 聖ドミニコ学院幼稚園 - 仙台めぐみ幼稚園 - 仙台YMCA幼稚園 - 中山幼稚園 | - 新坂通幼稚園 - 仙台バプテスト教会幼稚園 - 双葉幼稚園 - 緑ヶ丘幼稚園 - 緑ヶ丘第二幼稚園 - みどり幼稚園 - 宮城学院女子大学附属幼稚園 - 友愛幼稚園 - 吉成幼稚園 - わかくさ幼稚園 |

### 中学校
- 尚絅学院中学校(※中高併設)
- 聖ドミニコ学院中学校(※中高併設)
- 宮城学院中学校(※中高併設)

### 高等学校
- 尚絅学院高等学校(※中高併設)
- 聖ドミニコ学院高等学校(※中高併設)
- 宮城学院高等学校(※中高併設)

### 中等教育学校
- 仙台市立仙台青陵中等教育学校

### 大学・短期大学・高等専門学校
国立
- 東北大学
- 宮城教育大学
- 仙台高等専門学校（広瀬キャンパス）

私立
- 東北学院大学（土樋キャンパス）
- 宮城学院女子大学
- 東北福祉大学
- 東北文化学園大学
- 東北医科薬科大学

### 特別支援学校
- 宮城県立視覚支援学校…視覚障害
- 宮城教育大学附属特別支援学校…知的障害
- 宮城県立小松島支援学校…知的障害
- 宮城県立拓桃支援学校…肢体不自由と病弱(身体虚弱を含む)の併置校

### 文部科学省認可外の教育施設
- 仙台バプテスト神学校
- ルーテル同胞聖書神学校

## 交通

### 鉄道
- 東日本旅客鉄道（JR東日本）
  - ■ 東北新幹線[注 2]（ - 仙台駅 - ）
  - ■ 東北本線[注 3]（ - 仙台駅 - ）
  - ■ 仙山線（仙台駅 - 東照宮駅 - 北仙台駅 - 北山駅 - 東北福祉大前駅 - 国見駅 - 葛岡駅 - 陸前落合駅 - 愛子駅 - 陸前白沢駅 - 熊ケ根駅 - 作並駅 - 奥新川駅 - ）
  - ■ 仙石線（あおば通駅 - ）
- 仙台市地下鉄（仙台市交通局）
  - ■ 南北線（ - 旭ヶ丘駅 - 台原駅 - 北仙台駅 - 北四番丁駅 - 勾当台公園駅 - 広瀬通駅 - 仙台駅 - 五橋駅 - ）
  - ■ 東西線（ - 青葉山駅 - 川内駅 - 国際センター駅 - 大町西公園駅 - 青葉通一番町駅 - 仙台駅 - ）

主要駅：仙台駅、勾当台公園駅、あおば通駅、北仙台駅、愛子駅

### バス
- 仙台市営バス（仙台市交通局）
- 宮城交通
- 愛子観光バス
- 山交バス

このほか、仙台駅西口を発着する東日本を中心とした都市の高速バス事業者が乗り入れる。

### 乗り合いタクシー
- 予約制乗り合いタクシー「八ツ森号」（新川地区）

### 道路
高速道路
- E4 東北自動車道： - 仙台宮城IC -
- 仙台西道路

一般国道
- 国道4号
- 国道45号
- 国道48号
- 国道457号

県道
| - 宮城県道22号仙台泉線 - 宮城県道31号仙台村田線 - 宮城県道37号仙台北環状線 - 宮城県道55号定義仙台線 | - 宮城県道132号秋保温泉愛子線 - 宮城県道135号落合停車場線 - 宮城県道263号泉ヶ丘熊ヶ根線 - 宮城県道264号大衡仙台線 |

区内の道路通称名
- 青葉通
- 定禅寺通
- 広瀬通
- 南町通

## 名所・旧跡・観光スポット・祭事・催事

### 城郭
- 仙台城跡（青葉城址）

### 寺社
- 大崎八幡宮
- 定義如来
- 瑞鳳殿
- 瑞鳳寺
- 仙台東照宮

### 公園・レジャー施設
- 勾当台公園
- 台原森林公園
- 西公園
- 勝山公園
- 北根黒松緑地
- 錦町公園
- 東北大学植物園

### 博物館・美術館
- 三居沢電気百年館（三居沢発電所）
- 仙台市博物館
- 道路資料館
- 宮城県美術館
- 仙台文学館
- 中本誠司現代美術館

### 温泉
- 作並温泉
- 定義温泉

### 祭り
- どんと祭 （1月14日）
- 青葉まつり（5月第3日曜日とその前日）
- 仙台七夕まつり（8月6 - 8日）
- 定禅寺ストリートジャズフェスティバル（9月第2日曜日とその前日）
- みちのくYOSAKOIまつり（10月）
- SENDAI光のページェント（12月）

### 商業施設
- 藤崎（本館、大町館、一番町館、ファーストタワー館）
- 仙台三越（本館、定禅寺通館）
- さくら野百貨店仙台店（2017年閉店）
- エスパル（S-PAL仙台本館・東館、S-PAL II）
- 仙台パルコ
- 仙台フォーラス（2024年3月より休業）
- クラックス
- シリウス・一番町
- 仙台ロフト
- TIC
- イオン仙台店（2025年2月閉店）
- イオン仙台中山店
- 錦ケ丘ヒルサイドモール
- イオンモール仙台上杉（2025年秋開業予定[25][26]）

## 青葉区出身の有名人
- 綾曻竹藏 - 大相撲力士
- 五城楼勝洋 - 大相撲力士
- 青葉山徳雄 - 大相撲力士
- 一力遼 - 囲碁棋士
- 小野寺正 - 元KDDI社長、元電気通信事業者協会会長
- 片山智彦 - NHKアナウンサー
- 金子誠一 - 元プロ野球選手
- 由規 - 元プロ野球選手
- 山田脩也 - プロ野球選手（阪神タイガース所属）
- 日下光 - プロバスケットボール選手（京都ハンナリーズ所属）
- 伊藤駿 - 元プロバスケットボール選手
- 前田河広一郎 - 小説家
- 華DATE - 総合格闘家、プロレスラー
- 直DATE - 総合格闘家、プロレスラー
- NØRI - 総合格闘家、プロレスラー
- 華蓮DATE - 総合格闘家、プロレスラー
- 吉田伊吹 - サッカー選手